# Побочино (Пензенская область)
Побочино — упразднённый посёлок находившийся в подчинении Октябрьского района города Пензы Пензенской области России. В 2006 году включён в состав города и исключён из учётных данных.

## География
Посёлок располагался между железнодорожной ветке Пенза — Ряжск и трассой М5, на расстоянии около 11 км к северо-западу от центра Пензы. В настоящее время представляет собой улицу Побочинскую.

## История
Основан в начале XX века.
В 1926 г. числился в составе Маловаляевского сельсовета Пензенской укрупненной волости и состоял из 44 дворов.
В 1930-е годы образован колхоз им. Кирова. Позже отделение совхоза «Панкратовский».
С 1958 года в составе Богословского сельсовета Пензенского района.
Решением Пензенского облисполкома от 11 мая 1988 г. № 165 посёлок передан в административное подчинение народных депутатов Октябрьского районного Совета г. Пензы, и исключён из Богословского сельсовета Пензенского района.

## Население
| 1926 | 1939 | 1959 | 2002 |
| ---- | ---- | ---- | ---- |
| 81   | ↘60  | →60  | ↘44  |